# Thạch tùng
Thạch tùng hay còn gọi là thông đá, rau rồng tua, (danh pháp khoa học: Lycopodium clavatum) là một loài thực vật có mạch trong Họ Thạch tùng. Loài này được L. mô tả khoa học đầu tiên năm 1753.

## Hình ảnh

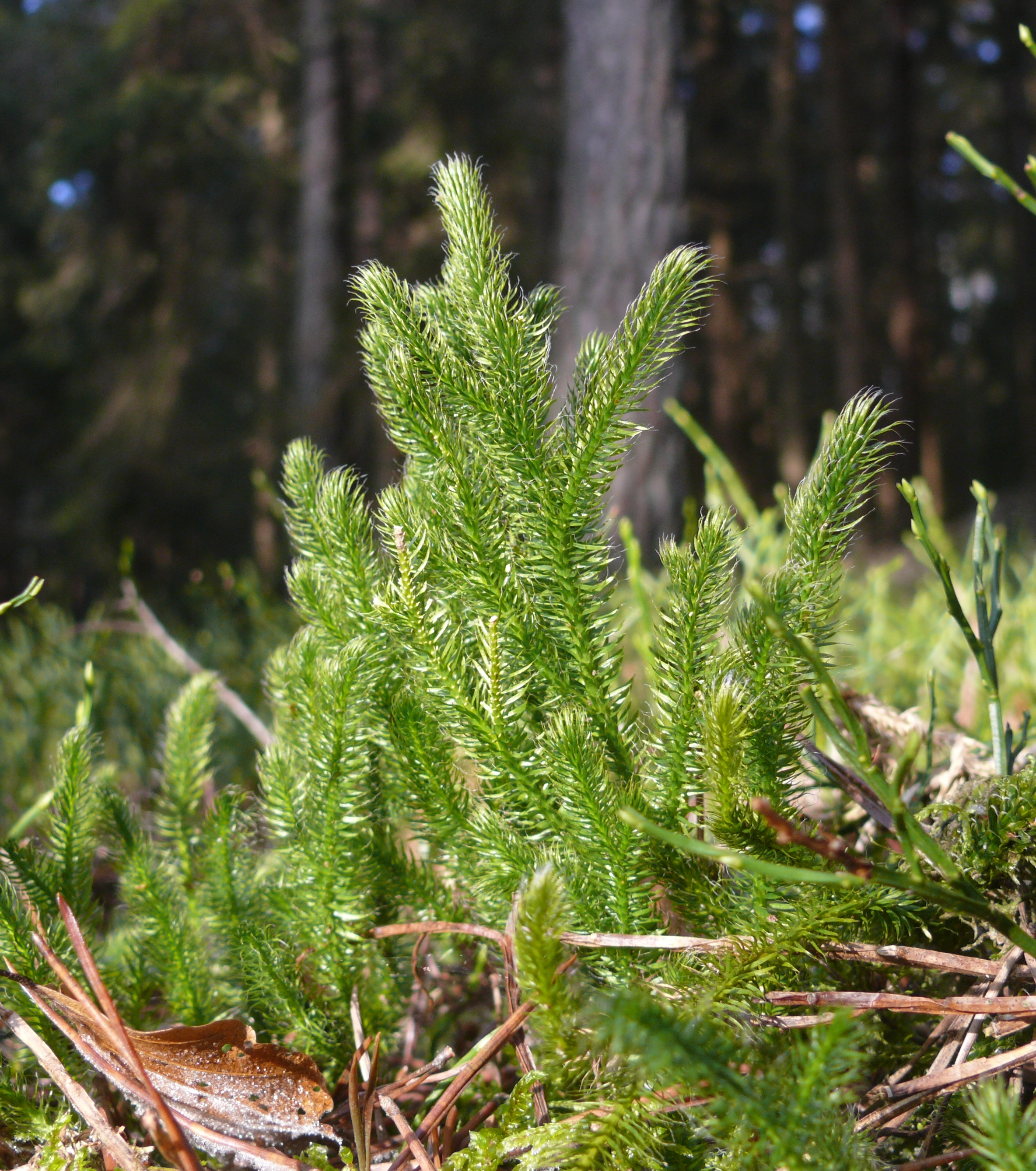
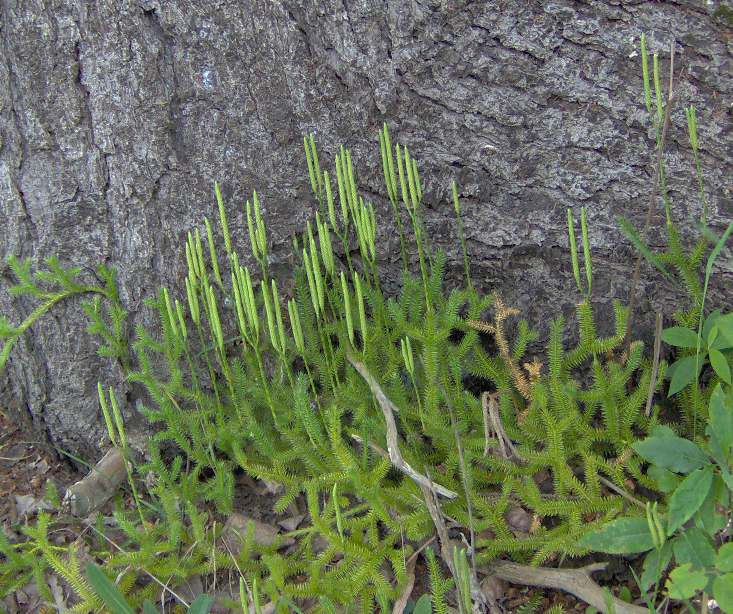
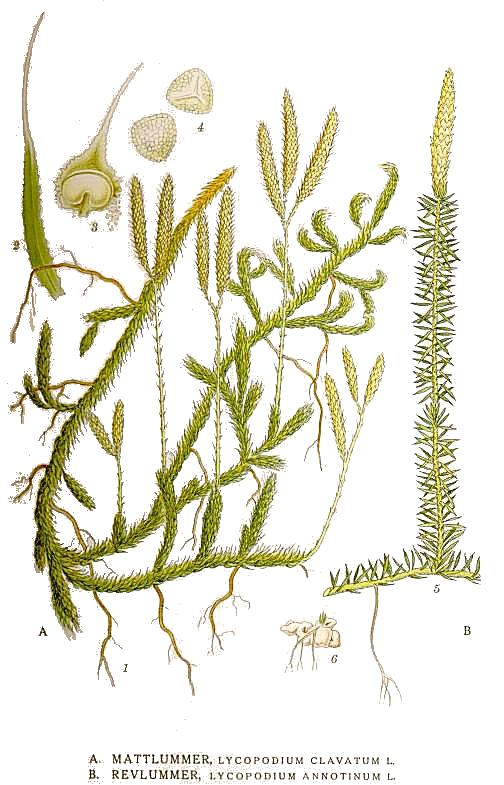
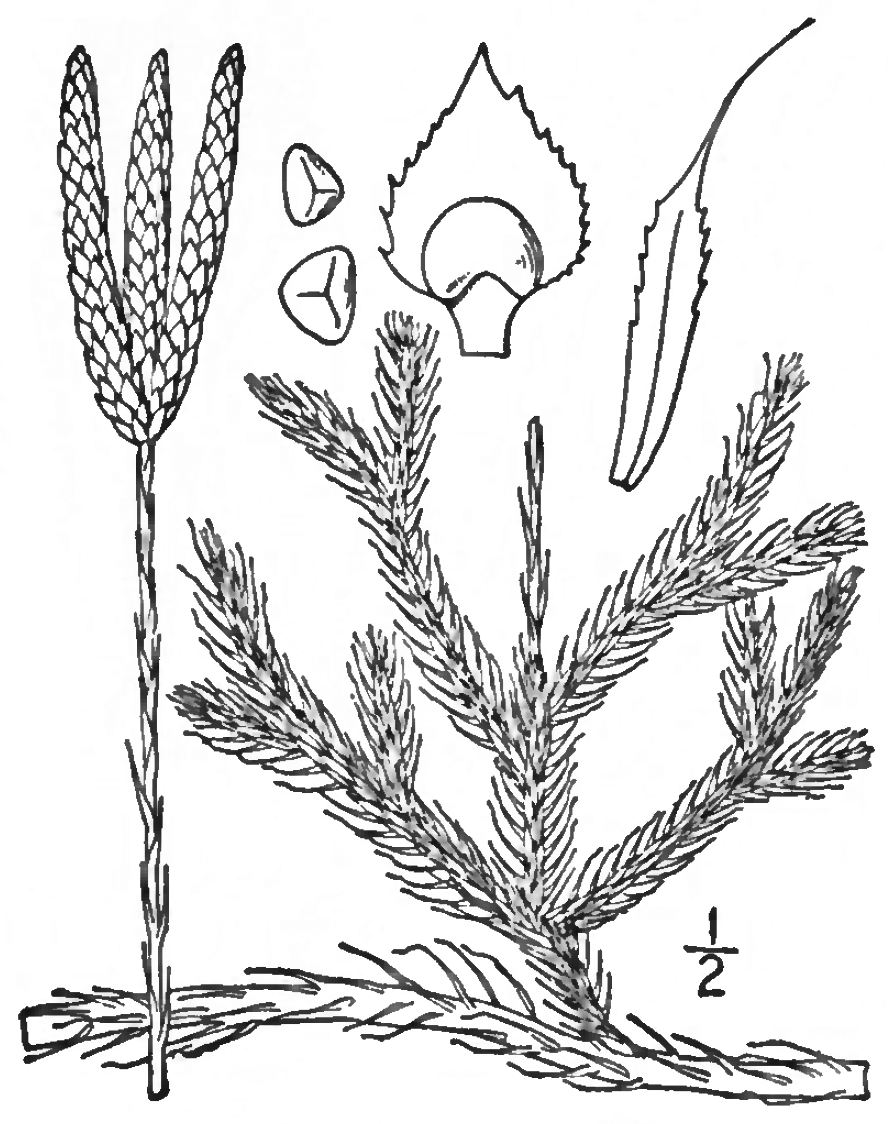